# Köpenhamns brand 1728

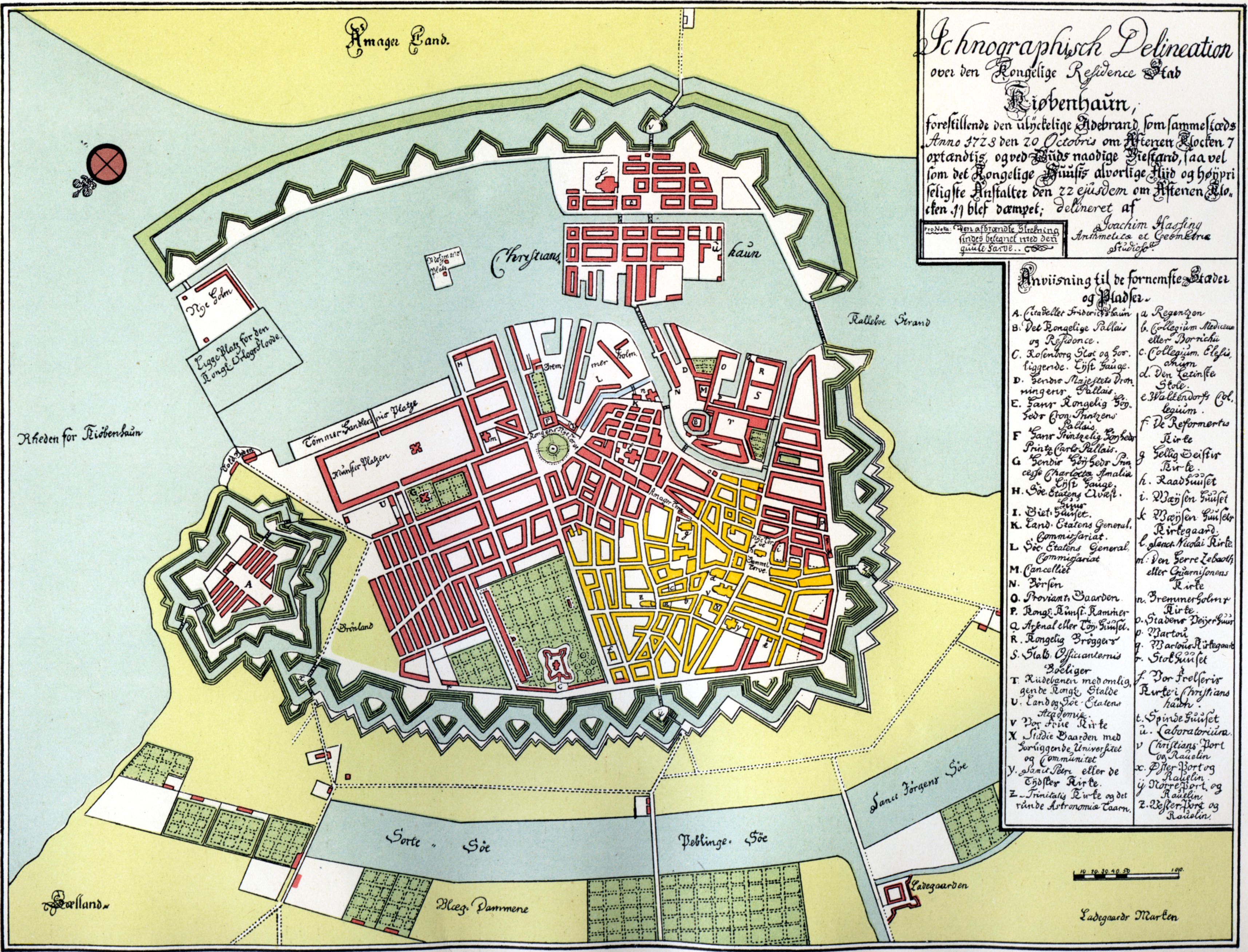
De brända områdena i gult.

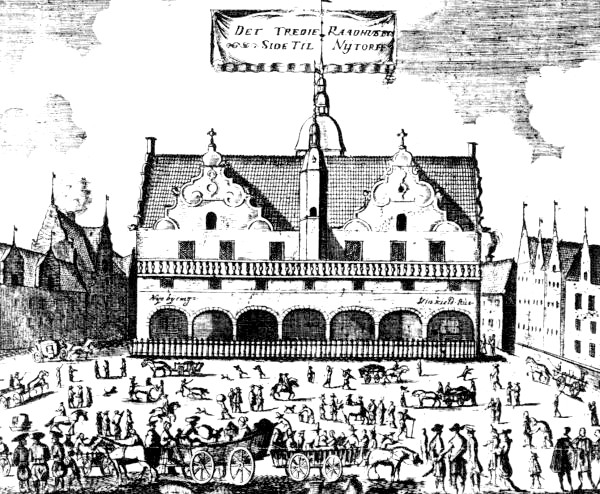
Det tredje rådhuset, före branden

Köpenhamns brand 1728 är den största branden i Köpenhamns historia. Branden startade på kvällen den 20 oktober 1728 och släcktes först på morgonen den 23 oktober. Ungefär 28 % av staden förstördes (enligt tal från fastighetsregistret) och som resultat av det blev 20 % av stadens befolkning hemlösa. Återuppbyggnaden pågick fram till 1737. 47 % av de delar i staden som funnits sedan medeltiden förstördes, vilket i samband med Köpenhamns brand 1795 är orsaken till att det finns få spår av medeltida Köpenhamn kvar.
Vid branden förstördes delar av Árni Magnússons boksamling.